# 육군비밀조직
육군비밀조직(프랑스어: Organisation de l'armée secrète; OAS)는 알제리 전쟁 말기에 활동한 프랑스인 극우 준군사조직이다.
OAS는 스스로를 "(알제리 국민해방전선에 맞서는) 대테러리스트", "자위단", "레지스탕스"라고 불렀다. 공식적으로 창설된 것은 1961년 연초 프랑코 정권 에스파냐 마드리드에서였다. 샤를 드 골 대통령이 알제리 독립에 관한 국민투표를 시행하려 하자 이에 반발한 군부 내 사조직에서 시작되었다. 표어는 “알제리는 프랑스이며 앞으로도 그럴 것이다(프랑스어: L’Algérie est française et le restera).”
OAS는 프랑스 본토와 알제리에서 폭탄테러를 벌여 1년 사이 2,000 여명을 죽였다. 1962년 에비앙 합의로 알제리 독립이 승인되자 OAS는 분노, 1962년 드 골 대통령과 장 폴 사르트르의 암살을 기도했다(작전명 샤를로트 코르데).
현재도 프랑스 국민주의자들 사이에서 OAS는 지지를 받고 있다. 2006년 7월에는 OAS 동조자가 에투알 개선문 무명용사석묘에 방화를 시도하기도 했다.